# Eleccions al Parlament del Regne Unit de 1966
Les eleccions al Parlament del Regne Unit de 1966 es van celebrar el 31 de març de 1966. Va guanyar per una gran majoria el Partit Laborista de Harold Wilson.

## Resultats
| Partit                     | Líder            | Vot popular | %     | Escons | Canvi (de 1966) |
| Partit Laborista           | Harold Wilson    | 13.096.629  | 48,0% | 364    | +48             |
| Partit Conservador         | Edward Heath     | 11.418.455  | 41,9% | 253    | -52             |
| Partit Liberal             | Jo Grimond       | 2.327.457   | 8,5%  | 12     | +3              |
| Partit Nacional Escocès    | Arthur Donaldson | 128.474     | 0,5%  | 0      |                 |
| Plaid Cymru                | Gwynfor Evans    | 62.071      | 0,2%  |        |                 |
| Republicans independents   |                  | 62.782      | 0,2%  |        |                 |
| Comunistes                 | John Gollan      | 62.092      | 0,2%  |        |                 |
| Partit Republicà Laborista | Gerry Fitt       | 26.292      | 0,1%  | 1      | -               |
| Nacionalista               | Eddie McAteer    | 22.167      | 0,1%  |        |                 |